# バルケスィル県
バルケスィル県(バルケスィルけん、トルコ語: Balıkesir ili)は、トルコ中西部、マルマラ地方の県。北から時計回りにマルマラ海、ブルサ、キュタヒヤ、マニサ、イズミル、エーゲ海、チャナッカレと接している。バルクエシル県とも。
エーゲ海とマルマラ海のどちらの海岸線も持っている。バルケスィル大都市自治体とは同一の範囲である。県の多くの地域はマルマラ地方であるが、南方のビガディック、エデレミット、ケプサット、イヴリンディ、サヴァシュテペ、スンドゥルグの南部、アヤヴァルク、ブルハニイェ、ドゥルサンベイ、ギョメック、ハヴランはエーゲ地方に属している。
イダ山として知られるカズ・ダーはこの県にある。
バルケスィルはオリーブで有名であり、温泉、きれいな海岸なども多くの人をひきつけている。カオリナイトの露天掘りを行っており、莫大な収益を上げている。カズ・ダー近郊での青酸塩を使った金採掘の拡大は住民の使う川に影響がないとは言えず、農業や観光が脅かされている。

## 名跡・名所
北部海岸のクシュ・ジェンネッティ国立公園は日本語に直訳すると鳥の天国という意味である。このほかにも南西海岸のアヤヴァルクの砂浜、シェイタンソフラス、マルマラ諸島、アリベイ諸島、エルデク・ギョネンの青空美術館、パムッチュクベンジー、バルヤ・ダウ、ヒサール、ヒサールキョイ(アサルキョイ)、カラーアク(ウユズ)、ケペクラール温泉、ダルティカ村の泉、ゼイティンリ・アダ温泉など自然の観光資源は多い。
伝統的な観光資源ではキジクスとサライラーの廃墟がマルマラ海岸にあり、Deasklaion、アンタンドルス、バルケスィルのユルドゥルム・モスク、ザーアノス・パシャ・モスク、クロックチャーチ・モスク、アリベイ・モスク、その他多数のオスマン帝国独自の建築がアヤヴァルクにある。
バスケスィルでは多くの芸術作品が博物館に飾られている。
キャンプに向いた土地もエルデク、アルトゥノルク、アッキャイ、ギュレ、オーレンなどに見られる。

## 下位自治体
- アルトゥエイリュル（Altıeylül）
- アイヴァルク（Ayvalık）
- バルヤ（Balya）
- バンドゥルマ（Bandırma）
- ビガディチュ（Bigadiç）
- ブルハニイェ（Burhaniye）
- ドゥルスンベイ（Dursunbey）
- エドレミット（Edremit）
- エルデク（Erdek）
- ギョメチュ（Gömeç）
- ギョネン（Gönen）
- ハヴラン（Havran）
- イヴリンディ（İvrindi）
- カレスィ（Karesi）
- ケプスト（Kepsut）
- マンヤス（Manyas）
- マルマラ（Marmara）
- サヴァシュテペ（Savaştepe）
- スンドゥルグ（Sındırgı）
- ススルルク（Susurluk）